# 麻越さとみ
麻越さとみ（まこし・さとみ）は日本のベーシスト、作詞家。

## 来歴
- 1998年 - 三好真美・誠の姉弟、松田明子、麻越の4人でrumania montevideoを結成。（その後、間島和伸が加入。[1]）
  - rumania montevideoでは、ベースを担当。
- 1999年4月14日 - rumania montevideoが、1stシングル「Still for your love」でメジャーデビュー。
- 2000年 - rumania montevideoの三好姉弟を除いたメンバーで、RAMJET PULLEYを結成。[2]
  - RAMJET PULLEYでは、作詞とベースを担当。
- 2000年11月8日 - RAMJET PULLEYが、1stシングル「Hello...good bye」でメジャーデビュー。
- 2002年2月6日 - rumania montevideoが、3rdアルバム『MO' BETTER TRACKS』をもって、活動停止。
- 2003年1月29日 - RAMJET PULLEYが、2ndアルバム『It's a wonderful feeling』をもって、活動停止。
- 以降活動が見られず、現在は活動休止中だが、2025年のrumania montevideo再結成後の三好誠のインタビューによると現在は関西在住とのこと。[3]

## 作詞提供
- Launchers（原宿ロンチャーズ）「Hello...good bye」[4]
  - 作詞と作詞はRAMJET PULLEY版の「Hello...good bye」と同じ麻越と間島だが、RAMJET PULLEY版とLaunchers版とは歌詞が全く異なる。
  - 「Hello...good bye」はLaunchersの他、ももいろクローバー[5]、マジェスティックセブン（MJ7）（いずれもスターダストプロモーション所属のアイドルグループ）が、それぞれカバーをしている。
- 松橋未樹「destiny」
  - 読売テレビ制作・日本テレビ系列テレビアニメ『名探偵コナン』オープニングテーマ。RAMJET PULLEYの「destiny」のカバーである為、提供曲とされない場合もある。
  - 「destiny」は松橋未樹の他、愛内里菜&三枝夕夏[6]がカバーをしている。